# Lena Constante
Lena Constante (* 18. Juni 1909; † November 2005) war eine rumänische Künstlerin, Autorin und Bühnenbildnerin. Sie ist vor allem durch ihre autobiographischen Werke über den Aufenthalt in politischer Haft bekannt geworden.

## Biographie
Lena Constante war die Tochter des aromunischen Journalisten und Diplomaten Constantin Constante.  Sie war eine von drei Kindern des Ehepaares Constante. Durch die diplomatische Arbeit ihres Vaters floh die Familie 1916 nach Iaşi und zog 1918 nach Odessa, woraufhin sie eine Reise über Griechenland, Russland und England antraten um schließlich zwei Jahre in Paris zu verbringen. 1920 kehrte die Familie zurück nach Rumänien.
Sie studierte Kunst und Soziologie in Bukarest und beschäftigte sich 1929 in Rahmen von Feldstudien geleitet von Dimitrie Gusti mit rumänischer Volkskunst in ländlichen Gebieten. Dabei lernte sie auch ihren zukünftigen Ehemann Harry Brauner kennen, den sie 1963 heiratete. Zwischen 1934 und 1946 stellte sie in verschiedenen Kunstausstellungen in Bukarest, sowie im Jahre 1947 in Ankara, ihre Werke der Bildwirkerei vor. Ab 1945 arbeitete sie als Bühnenbildnerin am Theater Țăndărică in Bukarest. Dort arbeitete sie zusammen mit Elena Pătrășcanu, der Ehefrau des Justizministers Lucrețiu Pătrășcanu. 1949 wurde sie festgenommen, da sie sich im Freundeskreis von Pătrășcanu befand. Insgesamt war sie 12 Jahre ihrer Freiheit beraubt. Nach fünf Jahren des Prozesses rund um den Justizminister und seinen Angehörigen, wurde Lena Constante zu 12 Jahren Haft verurteilt, aber schon frühzeitig, im Juli 1962, freigelassen. Nach ihrer Entlassung arbeitet sie als Illustratorin und Puppengestalterin. 1968 wurde sie unter Nicolae Ceaușescu, wie auch andere politisch gebrandmarkte im Freundeskreis Pătrășcanus, politisch rehabilitiert.
1990 veröffentlichte sie im Pariser Verlag La Découverte das auf Französisch verfasste Werk L'Évasion silencieuse: Trois mille jours, seule, dans les prisons roumaines, auf Deutsch als Die lautlose Flucht: Dreitausend Tage allein in rumänischen Gefängnissen im Verlag Editions à la carte Zürich erschienen, welches über die ersten dreitausend Tage ihrer politischen Haft erzählt. L'Évasion silencieuse übersetzte sie mit einigen Veränderungen in das Rumänische und 1992 erschien diese in Bukarest im Humanitas Verlag mit dem Titel Evadarea Tăcută: 3000 de zile singură în închisorile din România. Ein Jahr später erschien die auf Rumänisch verfasste Fortsetzung Evadarea Imposibilă: Pentinenciarual politic de femei Miercurea-Ciuc 1957–1961 in Bukarest im Verlag Fundația Culturală Română.
1997 erschien der Film Gesichterwahn (orig. Nebunia Capetelor) von Thomas Ciulei, welcher das Thema des Buches „Die lautlose Flucht“ aufgreift und mit Lena Constante in der Hauptrolle die Zeit im Gefängnis rekapituliert.

## Galerie
Motiven von Trachten aus Bistrița-Năsăud in der Enciclopedia României, 1938

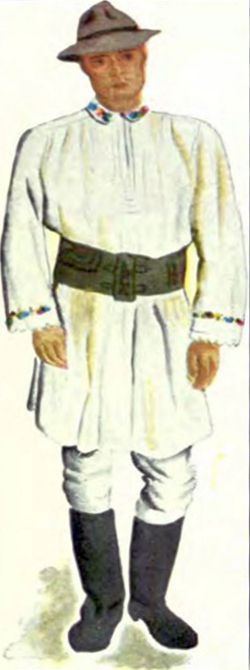
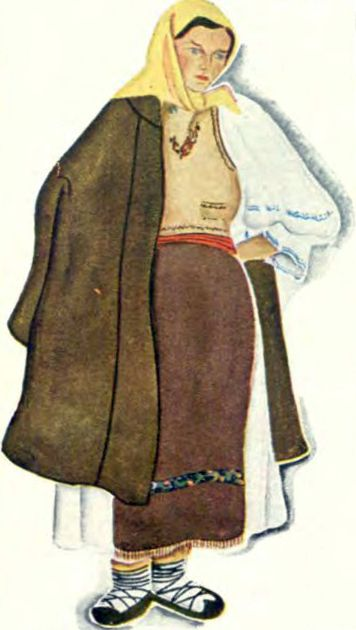
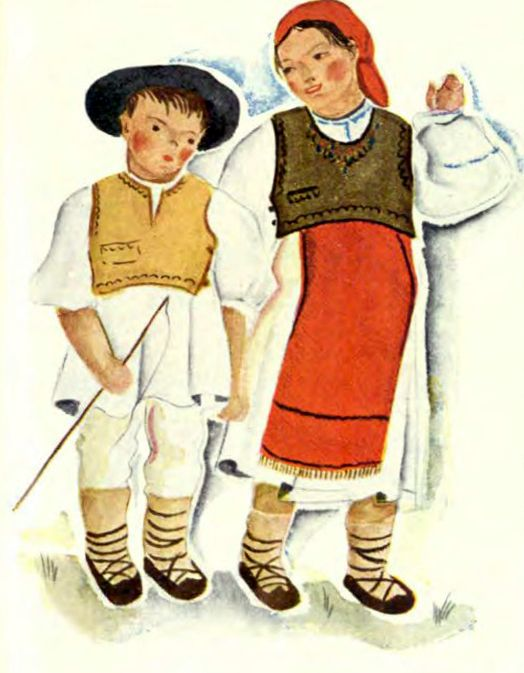
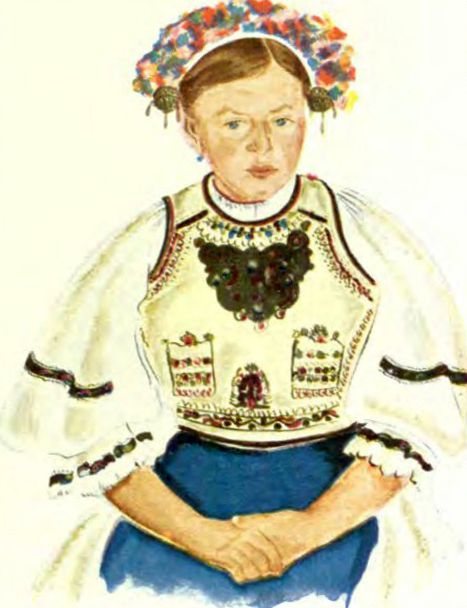

## Werke
- Păpușile harnice (Die fleißigen Püppchen), Bukarest, 1972.
- Păpușile harnice în grădiniță (Die fleißigen Püppchen im Kindergarten), Bukarest, 1975.
- L'Évasion silencieuse: Trois mille jours, seule, dans les prisons roumaines (Die lautlose Flucht: Dreitausend Tage allein in rumänischen Gefängnissen), Paris, 1990.
- Evadarea Tăcută: 3000 de zile singură în închisorile din România (Rumänische Eigenübersetzung von L'Évasion silencieuse), 1992, Bukarest.
- Evadarea Imposibilă: Pentinenciarual politic de femei Miercurea-Ciuc 1957–1961 (Die unmögliche Flucht: Das politische Frauengefängnis in Miercurea Ciuc 1957–1961), Bukarest, 1993.
- O poveste cu un tată, o mamă și trei fetițe (Eine Geschichte mit einem Papa, einer Mama und drei Mädchen), Bukarest, 1995.